# Porta dos Fundos
Porta dos Fundos (en español, Puerta del Fondo o Salida de Servicio) es una productora de vídeos de comedia emitidos en internet. Originalmente el elenco estaba compuesto por Antonio Tabet, Clarice Falcão, Fábio Porchat, Gregório Duvivier, Gabriel Totoro, João Vicente de Castro, Júlia Rabello, Letícia Lima, Luis Lobianco, Marcos Hubiste Visto, Marcus Majella y Rafael Infante.

## Historia
A finales de 2011 Fábio Porchat y Ian SBF, fundadores del canal de YouTube Enanos en Llamas, y Antônio Tabet, creador de la web de humor Kibe Loco, lanzaron un canal con sketchs humorísticos y ácidos abordando temáticas que no conseguían hacer en la televisión a pesar de su trabajo como guionistas. Invitaron a participar del proyecto al guionista Gregório Duvivier y al publicista João Vicente de Castro. En marzo de 2012 registraron oficialmente Porta dos Fundos y presentaron su primer trabajo el 6 de agosto de 2012. En 6 meses, la marca de 30 millones de visualizaciones en la web de repartos de vídeos YouTube fue alcanzada. La mayor parte de su público posee edades entre 20 a 45 años.
Porta dos Fundos se hizo el mayor canal brasileño en YouTube en abril de 2013, habiendo sido luego sobrepasado por el canal de Whindersson Nunes en octubre de 2016. En noviembre de 2015 el equipo de Porta dos Fundos recibió el Play de Diamante, la mayor recompensa dada por Youtube a los creadores de contenido que alcanzan la marca de 10 millones de suscriptores. El premio fue dado al equipo durante el evento denominado Youtube FanFest realizado aquel año por primera vez en Brasil. Mundialmente, es el 6º canal con más inscritos entre canales de comedia y el 35º con más inscritos en general (en octubre de 2016). El 8 de noviembre de 2015 Porta dos Fundos conmemoró el récord de 2 mil millones de visualizaciones en todos los vídeos publicados en Youtube, siendo el vídeo denominado "Na Lata" responsable por 20 millones de visualizaciones.
A pesar del éxito, los integrantes afirmaron en 2012 que no pensaban en migrar para la televisión. En 2014 el grupo firmó un contrato con la emisora de televisión FOX Brasil para la creación de algunos seriados. En 2015 la Ancine (Agência Nacional do Cinema do Governo) aportó 7.3 millones de reales para la primera película de Porta dos Fundos, lanzada en los cines en 2016.
En abril de 2017, el conglomerado de medios Viacom anunció la compraventa de parte mayoritaria de la productora Porta dos Fundos. Los detalles de la negociación, incluyendo valores y porcentaje de control, no fueron divulgados oficialmente; pero según algunas divulgaciones extraoficiales, Viacom habría adquirido 51% del control de la productora a un coste de aproximadamente 60 millones de reales. El día siguiente al comunicado, la productora divulgó un vídeo satirizando la venta a Viacom.

## Episodios
Los vídeos son grabados en las más diversos locaciones, que va de la redacción del Periódico PUJA hasta el suites VIP. Generalmente, hay asociaciones o marcas que ceden gentilmente, sin embargo, el productor de locación acostumbra tener trabajo para encontrar el lugar perfecto y autorizarlo. Por las polémicas siempre creadas acerca de religión y política en el contenido de los videos, muchas empresas eligen ni recibir al director para negociar.
De entre las varias participaciones especiales en los episodios, constan nombres como Vincent Cassel, Alexandre Nero, Maitê Proença, Fernanda Paes Leme, Ivete Sangalo, Rodrigo Hilbert, David Brazil y Xuxa.

## Controversias
El programa ganó relevancia con el episodio Fast Food, que ironizaba la atención de los restaurantes Spoleto. Sorprendiendo, la red de fast food pasó a usar el viral como publicidad: el vídeo fue renombrado como Spoleto y el equipo fue contratado para producir 2 vídeos publicitarios más para el restaurante. El día 22 de junio de 2014 los accesos a la cuenta de YouTube llegaron a 1 mil millones de visualizaciones. El programa también ha recibido elogios de la crítica, por convertirse en el primer canal en línea en conseguir el premio de la APCA (Asociación Paulista de Críticos de Arte), concursando en la categoría de TV, como programa de comedia.
Al final de 2013, el canal divulgó un vídeo llamado Especial de Navidad, que acabó generando una gran controversia con grupos cristianos, bajo la afirmación de tener contenido basado en el escarnio y en la intolerancia religiosa. El vídeo muestra que habría habido relaciones sexuales de Maria con Dios (lo que habría llevado a su gestación y al nacimiento de Jesús), muestra tentativas de "negociaciones" de Jesus con los soldados que lo clavaron en la cruz, etc.
Con casi cuatro millones de visualizaciones y 120 mil evaluaciones positivas, el vídeo tiene casi 23 mil evaluaciones de "no me gustó" en YouTube, lo que lo convierte en uno de los contenidos publicados con mayor índice de rechazo del canal. El episodio polémico desencadenó un rechazo muy fuerte por parte de grupos católicos y protestantes, que han hecho campañas constantes contra lo Puerta de los Fondos. Una petición en línea llegó a ser creada para que la cervecería Itaipava deje de patrocinar el canal de humor. El director de Porta dos Fundos, Ian SBF, afirmó que no hubo la intención de atacar los cristianos, sólo divertir sus fanes.
El vídeo "Dura", de febrero de 2014, fue acusado de ser igual a otra producción de humor publicada en YouTube en 2006. En la época, Fábio Porchat, dijo que, a pesar de las semejanzas, todo pasaba nomás por una mera coincidencia.
Aún en julio de 2014, el grupo fue acusado por internautas de plagiar el guion de un dibujo animado en su última producción, "Sospechoso". El diálogo retratado es extremadamente semejante al del episodio "The Game" ("El Juego"), de The Amazing World of Gumball (El Increíble Mundo de Gumball). Un internauta llegó a editar una comparación entre los dos, cuyo vídeo fue postado en YouTube, pero fue retirado poco tiempo después por solicitud de la propia productora.
En febrero de 2016, Porta dos Fundos retrata a Jesucristo como un humano selectivo en su amor, alguien que halla la misa pesada, falsa y tediosa, y alguien que odia a partidarios de Bolsonaro. La crítica vio el vídeo de manera negativa, con vídeo-respuestas de youtubers cristianos famosos. La marca de "no me gustó" del YouTube llegó a la 81 mil.
En marzo de 2016 el grupo posteó un vídeo titulado "Delação", donde el mismo hace sátiras sobre una supuesta parcialidad de las investigaciones en la Operación Lava Jato.
En marzo de 2017, en el vídeo titulado "Esquerda túnica" ("Izquierda túnica"), Jesús es retratado como un partidario de la izquierda política, defensor de los sin tierra, prostitutas y favorable al igualitarismo. Las críticas también fueron fuertes en ese vídeo, afirmando que la interpretación de Jesús en escenas como la repartición de los panes fue hecha de manera completamente tendenciosa. La marca de "no me gustó" del Youtube llegó a la 45 mil.
Ya en junio de 2017, Porta dos Fundos lanza un vídeo titulado "Céu Católico" ("Cielo Católico"), donde satirizan los supuestos criterios católicos para llegar al cielo y dejan implícito que los católicos creen que Hitler está en el cielo. La producción generó polémica entre internautas católicos. La cantidad de "no me gustó" en YouTube fue de 84 mil, mostrando la insatisfacción de una parte de la audiencia en esa "crítica". Además de eso, el vídeo generó un proceso legal de una asociación católica .
A fines de 2019, volvieron al ruedo con la temática religiosa, con es el especial de Navidad La primera tentación de Cristo, disponible en Netflix. Grupos de religiosos evangélicos, promovieron el boicot a la película y a Netflix . Un obispo católico de Alagoas, Henrique Suenes de la Costa recomendó la cancelación de suscripciones del servicio de streaming.  Una petición fue creada contra la exhibicíon de la película que traspasó 1,6 millones de firmas.

## Elenco

### Principal
Actuales
| - Antonio Tabet (2012–presente) - Fábio Porchat (2012–presente) - Gabriel Totoro (2012–presente) - Gregório Duvivier (2012–presente) - João Vicente de Castro (2012–presente) - Thati Lopes (marzo de 2015–presente) - Rafael Portugal (diciembre de 2015–presente) - Evelyn Castro (abril de 2016–presente) - Karina Ramil (abril de 2016–presente) - Pedro Benevides (2018–presente) - Estevam Nabote (diciembre de 2018–presente) - Noemia Oliveira (enero de 2019–presente) | Antiguos - Marcus Majella (2012–agosto de 2014) - Marcos Veras (2012–agosto de 2014) - Letícia Lima (2012–enero de 2015) - Júlia Rabello (2012–agosto de 2015) - Clarice Falcão (2012–diciembre de 2015) - Rafael Infante (2012–febrero de 2016) - Luis Lobianco (2012–marzo de 2019) |

### Recurrente
Algunos actores hacen participaciones recurrentes en los vídeos, sin embargo no son creditados como parte del elenco fijo.

## Equipo técnico
- Ian SBF – guionista, dirección, dirección general
- Rodrigo Magal – guionista, edición, dirección
- Gregório Duvivier – guionista
- Fábio Porchat  – guionista
- Antonio Pedro Tabet – guionista
- Gabriel Esteves – guionista
- Pedro Esteves - guionista
- Luanne Araujo – coordinadora de postproducción
- Gustavo Chagas - dirección de making of
- Vinicius Videla – asistente de dirección
- Gui Machado – dirección de fotografía
- Nataly Mega – productora ejecutiva
- Lívia Andrade - producción
- Bruno Menezes – audio
- João Marcos Rodrigues – guionista (2014-16)
- Juli Videla – figurinista
- Ana Nunes – directora financiera
- Amanda Moura - directora comercial
- Marcela Briones - analista comercial
- Arthur Santiago - diseñador gráfico

## Otros emprendimientos

### Canales temáticos
Además del canal de episodios, hay además cuatro canales temáticos: el "Fundos da Porta" ("Fondos de la Puerta"), dedicado a los making-ofs de cada sketch, el "Backdoor" ('Puerta trasera' en inglés) con los vídeos subtitulados en inglés. El canal "Portaría", que funciona como una especie de FAQ (respuesta a preguntas frecuentes) del canal, además de mostrar la repercusión de los tres vídeos de la semana en las redes sociales; siempre presentados por dos integrantes por semana. Y más recientemente "Porta Afora" ("Puerta Afuera"), un chat show de viajes, en que personas famosas y anónimas, brasileñas y extranjeras, narran sus historias y experiencias como turistas. El programa es presentado por Fábio Porchat y por la guionista Rosana Hermann. El canal por firma, Multishow, llegó a exhibir dos temporadas. Además existe la web "Loja do Porta dos Fundos" que brinda productos para venta, como camisetas, accesorios, libro y DVD.

### Libro
El libro del colectivo "Porta dos Fundos", lanzado en agosto de 2013, es una compilación de 37 sketchs del grupo, ya vistos en internet, recopilados en una edición que incluye además fotos exclusivas y comentarios de los autores. En el inicio de cada capítulo, hay un QR Code que lleva directamente al vídeo en el YouTube.

### Lanzamiento en DVD
El primer DVD del canal, lanzado por la Universal, "Porta dos Fundos - Vol.I", reúne los primeros 28 sketchs producidos por la empresa, además de comentarios de los actores y creadores del canal antes de cada corto, y un documental sobre la historia de la productora. "Mucha gente aún no tiene internet en Brasil, entonces esta es una manera de llegar a un público que 'Porta' no estaba consiguiendo alcanzar", explica el director Ian SBF. Algunos de los vídeos más asistidos "Sobre a mesa", "Spoleto" y "Término de namoro", están en la colección;  más extras con los actores y guionistas comentando cada vídeo y documental sobre la historia del grupo. El director garantiza, aún, que nuevos DVDs serán lanzados a medida que nuevas temporadas sean producidas.

### Película
En una entrevista en el programa De Frente con Gabi, exhibido en 4 de agosto de 2013, el guionista y actor Antônio Pedro Tabet y el argumentista y actor João Vicente de Castro hablaron sobre estar en fase de guion y preproducción de un largometraje, con probabilidades de inicio de las filmaciones sobre el final de 2013. "Va a ser una película nuestra. De la forma que 'la gente' quiere". La película tiene previsión de estreno para 2016. Las filmaciones se atrasaron un poco, pero dijeron para a la web iG: "Las grabaciones comienzan en enero de 2015, y la película debe ser lanzada en junio del mismo año."

### Series
Tras mucho resistir las muchas embestidas de emisoras de televisión, los comediantes de "Porta dos Fundos" cerraron una vínculo con la FOX Brasil. El grupo de humor, formado por Fábio Porchat, Antonio Pedro Tabet, Gregório Duvivier, Ian SBF, João Vicente de Castro y compañía, llevará sus sketchs consagrados de internet para las pantallas de la TV a partir de octubre de 2014, en 12 episodios de 30 minutos cada. Los sketches, ya presentes en internet, van a ganar nuevas escenas, que serán usadas como separadores para la televisión, y serán exhibidos en el canal a partir del segundo semestre de 2014. Además la serie será transmitida inicialmente en la TV para más tarde ser llevada para el canal de YouTube. En el comunicado oficial, el director de "Porta dos Fundos", Ian SBF, explicó que hace tiempos existía el plan de iniciar una asociación con la televisión. "Comenzamos nuestro trabajo en internet y creemos en ella como nuestra casa; finalmente, ella nos permitió hacer un trabajo que la televisión no permitía. Siempre dijimos que estábamos sólo esperando el proyecto correcto para avanzar en otros medios; finalmente estamos muy felices con esta asociación", dijo Ian.
En 2014 el canal produjo dos series web:  "VIRAL" y "REHÉN". Esta última fue exhibida también por el canal Fox Brasil en formato de telefilm. La serie ''O Grande Gonzalez'' (''El Gran Gonzalez'') producida por Porta dos Fundos se estrenó en el canal Fox Brasil en 2015.

### Pieza de teatro
En 2015, el grupo lanzó la pieza teatral Portátil, que consistía en sketchs de improvisación sin guion previo, cogiendo temas de la platea para crear las escenas, con la cual hicieron giras por Brasil y Portugal hasta 2017.

### Netflix
En 2018, el grupo lanzó la película "Especial de Natal: Se beber não ceie" ("Especial de Navidad: Sin beber no hay cena", traducida en inglés "The Last Hangover) una parodia de Se beber não case (Sin beber no hay casamiento, traducción portuguesa de The Hangover, o "¿Qué Pasó Ayer?" en español) con temáticas religiosas lanzada mundialmente para la Netflix.  El film ganó el Emmy Internacional de mejor comedia en 2019.
En 2019 lanzaron una nueva película, otro especial navideño, titulado La primera tentación de Cristo.